# Gimmersta, Tyresö kommun
För andra betydelser, se Gimmersta.
Gimmersta är en ort i Tyresö kommun i Stockholms län. Gimmersta var egen tätort från 2005, men växte 2015 samman med Stockholms tätort.

## Befolkningsutveckling
| Befolkningsutvecklingen i Gimmersta 1990–2010                               | Befolkningsutvecklingen i Gimmersta 1990–2010 | Befolkningsutvecklingen i Gimmersta 1990–2010 | Befolkningsutvecklingen i Gimmersta 1990–2010 | Befolkningsutvecklingen i Gimmersta 1990–2010 |
| --------------------------------------------------------------------------- | --------------------------------------------- | --------------------------------------------- | --------------------------------------------- | --------------------------------------------- |
|                                                                             |                                               |                                               |                                               |                                               |
| År                                                                          |                                               |                                               | Folkmängd                                     | Areal (ha)                                    |
| 1990                                                                        | 1990                                          |                                               | 87                                            | 29#                                           |
| 1995                                                                        | 1995                                          |                                               | 110                                           | 32#                                           |
| 2000                                                                        | 2000                                          |                                               | 132                                           | 32#                                           |
| 2005                                                                        | 2005                                          |                                               | 305                                           | 32                                            |
| 2010                                                                        | 2010                                          |                                               | 354                                           | 32                                            |
| Anm.: Ny tätort 2005. Sammanvuxen med Stockholms tätort 2015. # Som småort. |                                               |                                               |                                               |                                               |